# Bisig Bakal ng Tagala
Bisig Bakal ng Tagala (pol. Żelazne Ręce Filipińczyków) – ochotnicza filipińska organizacja paramilitarna podporządkowana Japończykom podczas II wojny światowej
Organizacja została utworzona w styczniu 1945 r. w Manili. Na jej czele stanął Aurelio Alvero, b. członek Stowarzyszenia Nowych Liderów powiązanego z Makapili. Liczyła ona ok. 500 osób. Przeszli oni szkolenie wojskowe prowadzone przez Japończyków, a następnie zostali przez nich wyposażeni i umundurowani. Deklarowali walkę przeciwko Amerykanom uważanym za okupantów w obronie niepodległości Filipin. Podczas amerykańskiej inwazji na wyspy bronili Manili w czerwcu 1945 r. wraz z wojskami japońskimi. 